# Пиньоли

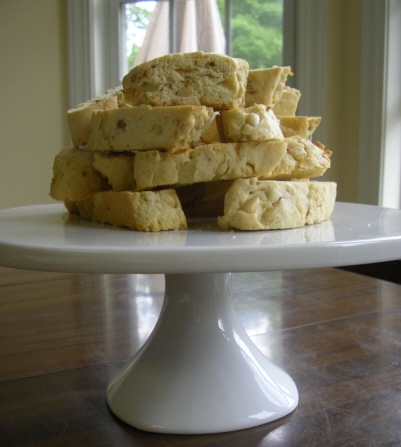
Печенье пиньоли

Пиньоли (итал. Pignoli) — сицилийское печенье, популярное во всей Южной Италии. Их готовят из миндального теста с добавлением кедровых орехов. После приготовления печенье приобретает светло-золотистый цвет и мягкую консистенцию.
Печенье является очень популярным праздничным десертом в Италии, в особенности на Рождество.